# Roca Lladre
La Roca Lladre és una muntanya de 907 metres que es troba entre els municipis de les Preses, Sant Feliu de Pallerols i Santa Pau, a la comarca catalana de la Garrotxa.
Aquest cim està inclòs al llistat dels 100 cims de la FEEC